# Chevrolet TrailBlazer (2001)
La Chevrolet TrailBlazer est un SUV du constructeur automobile américain Chevrolet vendu entre 2001 et 2009. Il a été vendu en Amérique du Nord, en Europe, au Moyen Orient et dans certains pays asiatiques et sud-américains.

## Historique

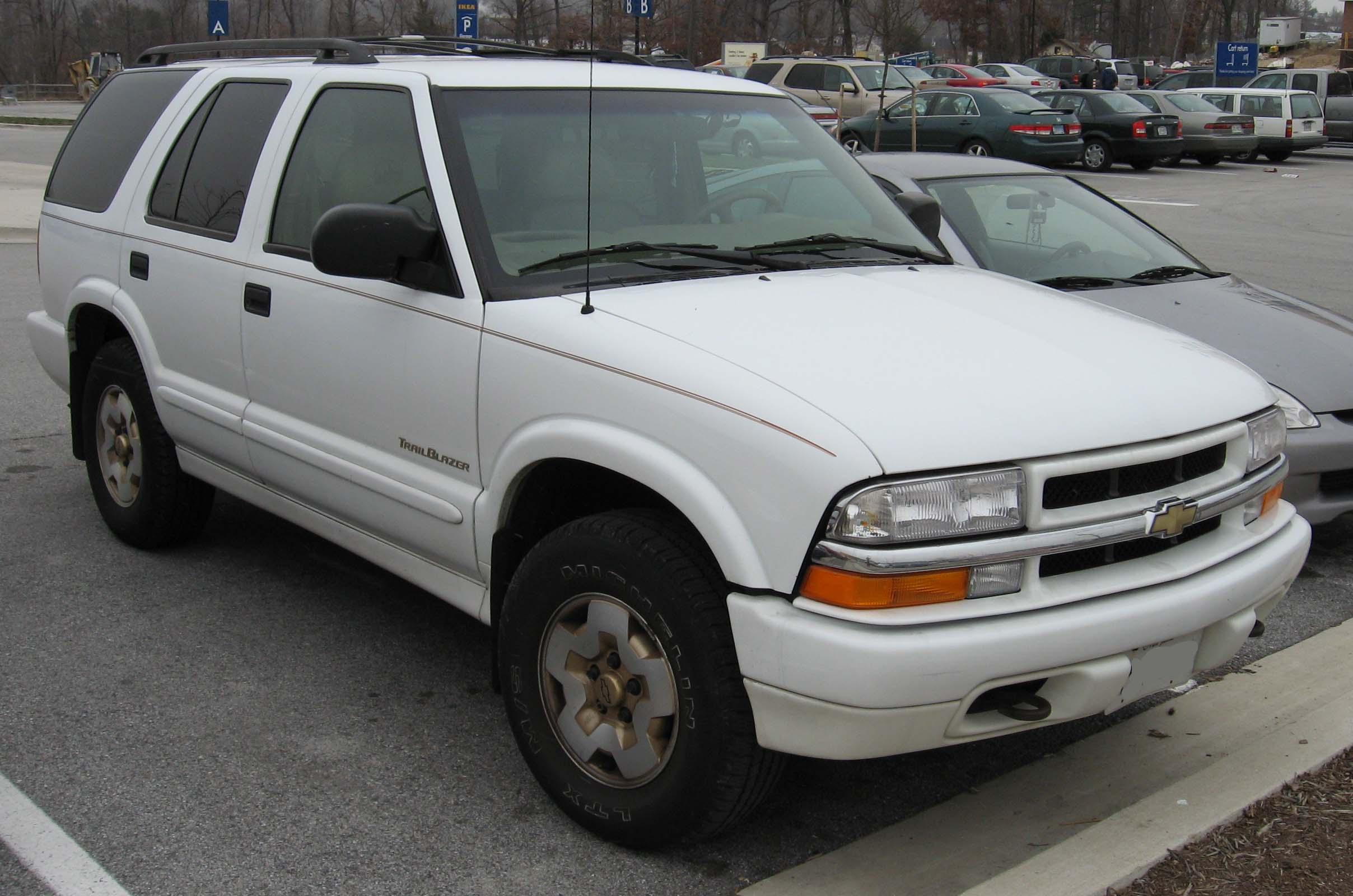
Chevrolet TrailBlazer, version haut de gamme du Chevrolet Blazer (1999-2001)

Le nom TrailBlazer a été déjà utilisé auparavant comme une finition haut de gamme du Chevrolet S-10 Blazer, lancée en 1999 et vendue jusqu'en 2001.

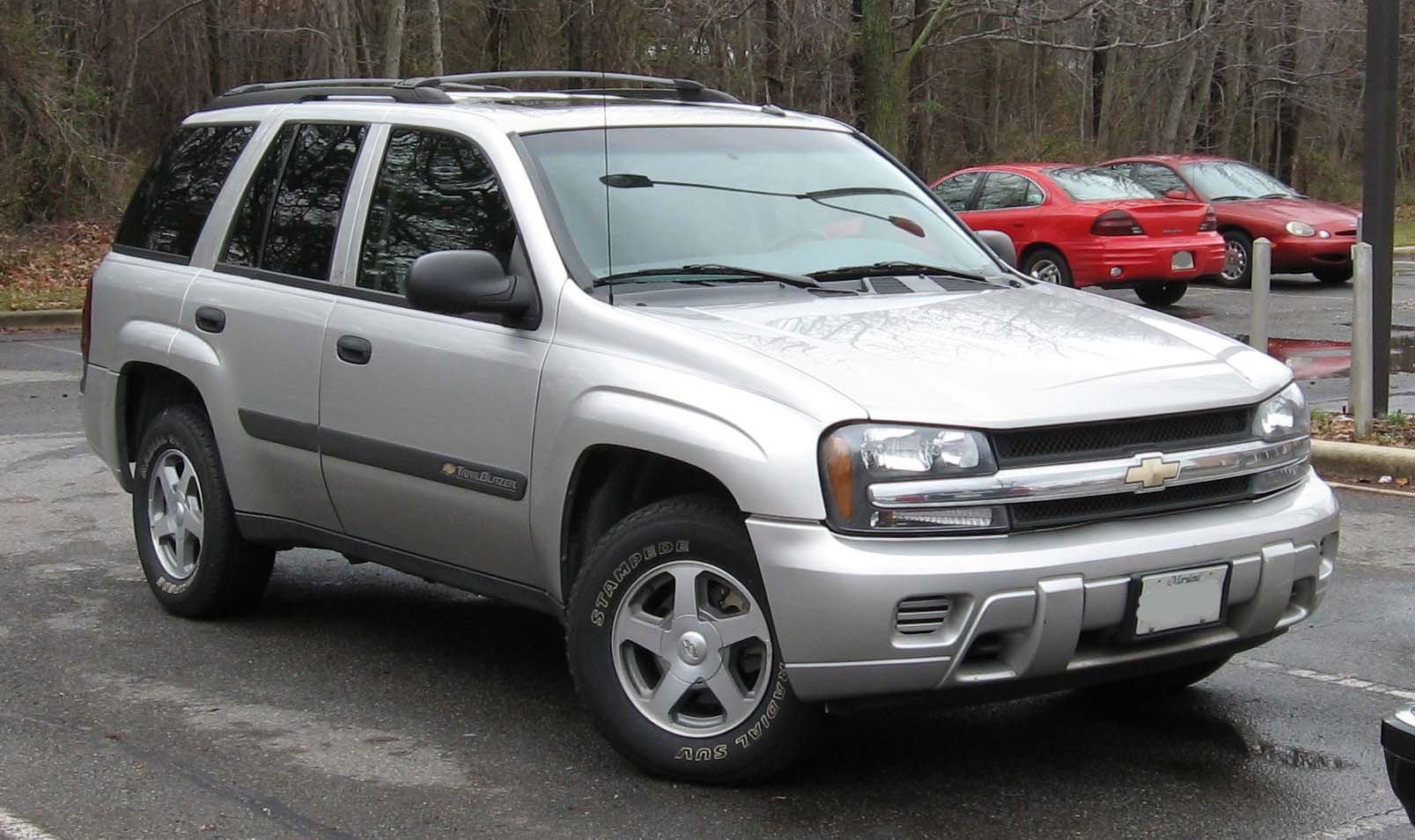
Chevrolet TrailBlazer (2001-2006).

### Phase 1 (2001-2006)
Lancé en février 2001, le TrailBlazer remplace le Blazer qui datait de 1995. Contrairement à ce dernier, le TrailBlazer n'existe uniquement en version cinq portes, même si une version longue a été brièvement commercialisée durant quatre ans.
Il est vendu en Europe et notamment en France, d'août 2001 à fin 2006 avec un seul moteur essence.
Au sein de la gamme nord-américaine du groupe GM, le TrailBlazer est l'un des modèles le plus rebadgés dans d'autres marques du groupe. Ainsi, il devient les luxueux Rainier, Bravada 2e génération, et 9-7X des constructeurs américains Buick, Oldsmobile et du suédois Saab. Il existe aussi sous la marque GMC et Isuzu. En tout, il a été rebadgé cinq fois.
Depuis 2005, il voit ses chiffres de ventes s'effondrer d'année en année, à la suite de la hausse du prix des carburants, ainsi qu'à l'arrivée des nouveaux SUV plus polyvalents.
Sa production a cessé en décembre 2008 et il est remplacé par le Traverse.

### Phase 2 (2006-2009)
En 2006, il reçoit un restylage. Celui-ci touche surtout la face avant avec la baguette de métal qui coupe encore en deux la calandre mais plus les phares avant.

## Version SS

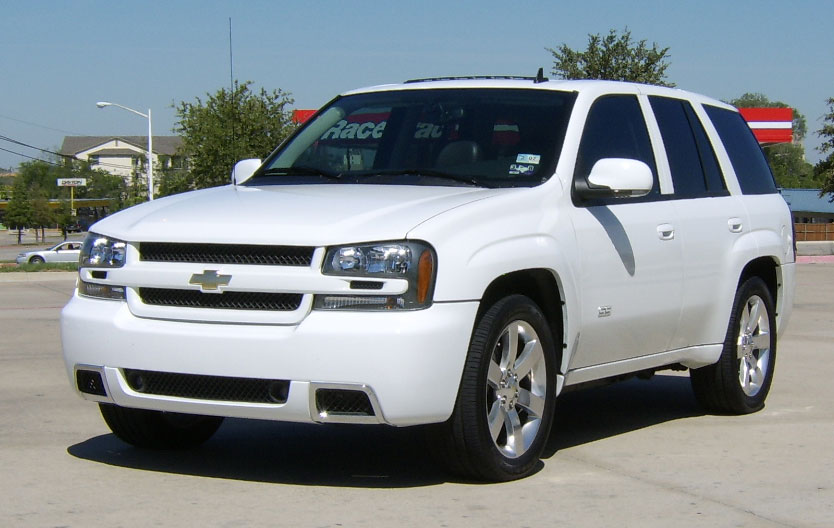
Chevrolet TrailBlazer SS

Lancée en 2006, la version sport du TrailBlazer, baptisée SS, dispose d'un énorme V8 6 litres de 390 ch. Il reçoit aussi un kit carrosserie spécifique.

## Motorisations
Le TrailBlazer existe uniquement avec des moteurs essences :
- 6 cyl. 4,2 litres, 273 ch. (2001 - 2006). Europe uniquement.
- 6 cyl. 4,2 litres, 285 ch. (2001 - 2009).
- V8 5,3 litres, 291 ch. (2001 - 2005).
- V8 5,3 litres, 300 ch. (2005 - 2008).
- V8 6 litres, 390 ch. (2006 - 2009). Pour la SS.

Il est disponible uniquement en boîte automatique à quatre rapports en propulsion ou en transmission intégrale.

## TrailBlazer EXT (2002-2006)

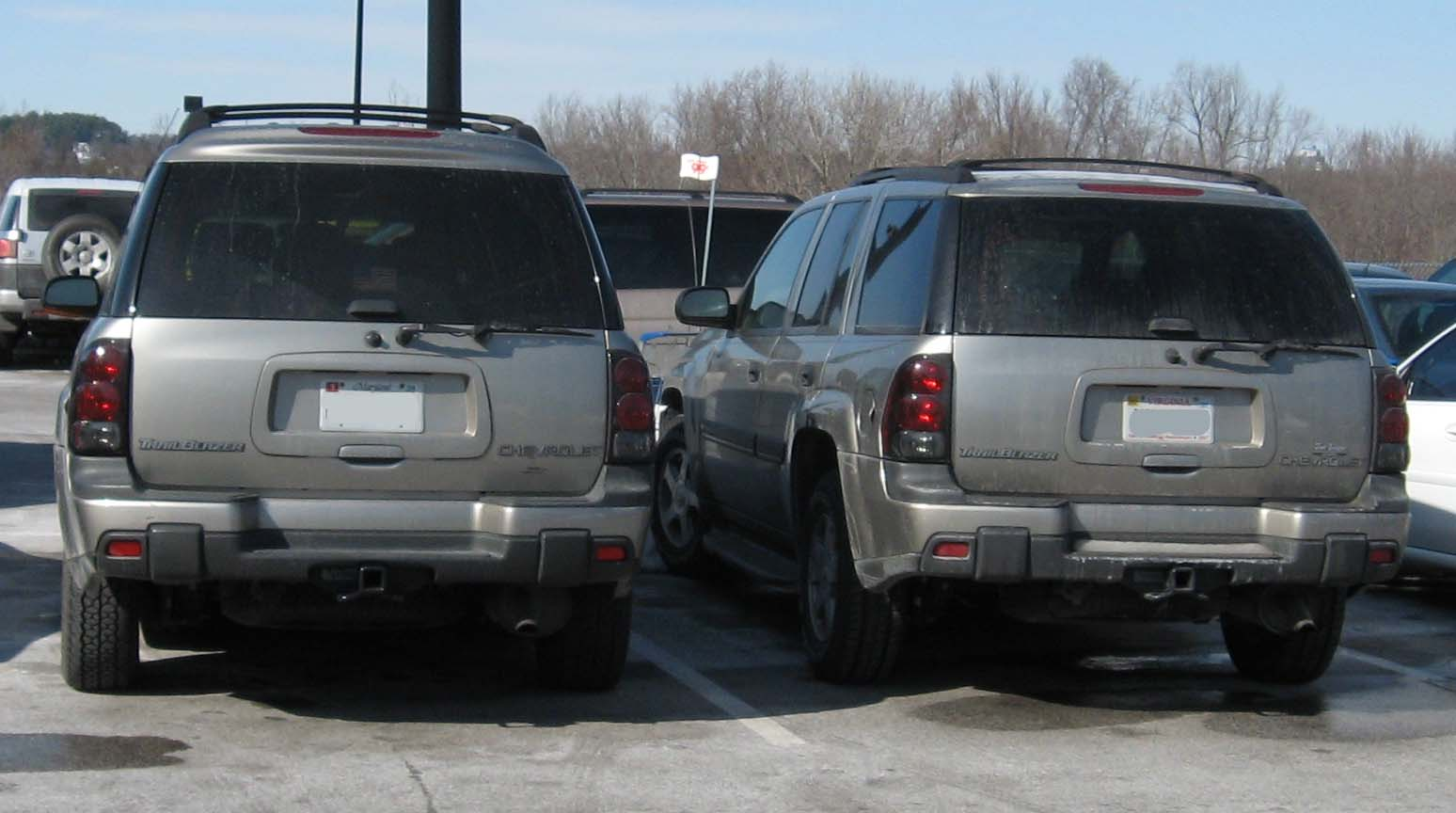
Différence entre un TrailBlazer EXT (à gauche) et une version standard (à droite).

Vendu de 2002 à 2006, l'EXT est la version sept places du TrailBlazer. L'EXT est plus long de 41 cm et plus haut de 8 cm par rapport à la version standard. Cette version a son équivalent chez GMC avec l'Envoy XL et chez Isuzu avec l'Ascender XL.

## Ventes

### États-Unis
| Année          | Ventes    | Diff.     |
| -------------- | --------- | --------- |
| 2001 (11 mois) | 115 103   |           |
| 2002           | 249 568   | + 116,8 % |
| 2003           | 261 334   | + 4, 7 %  |
| 2004           | 283 484   | + 8,5 %   |
| 2005           | 244 150   | - 13,9 %  |
| 2006           | 174 797   | - 28,4 %  |
| 2007           | 134 626   | - 23 %    |
| 2008           | 74 878    | - 44,4 %  |
| 2009           | 8 829     | - 88,2 %  |
| 2010           | 218       | - 97,5 %  |
| 2011           | 33        | - 84,9 %  |
| Total          | 1 547 020 |           |

NB : Le TrailBlazer a été lancé en février 2001.

### France[11]
| Année  | 2002 | 2003 | 2004 | 2005 | 2006 | 2007 | Total |
| ------ | ---- | ---- | ---- | ---- | ---- | ---- | ----- |
| Ventes | NC   | 78   | 34   | 21   | 0    | 1    | 134   |

Les ventes françaises du TrailBlazer sont confidentielles, dues entre autres au manque d'une motorisation diesel. Son grand frère le Tahoe n'a pas non plus passionné les foules.

## Galerie photos

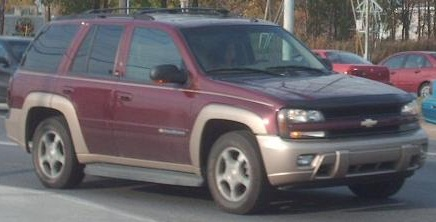
TrailBlazer
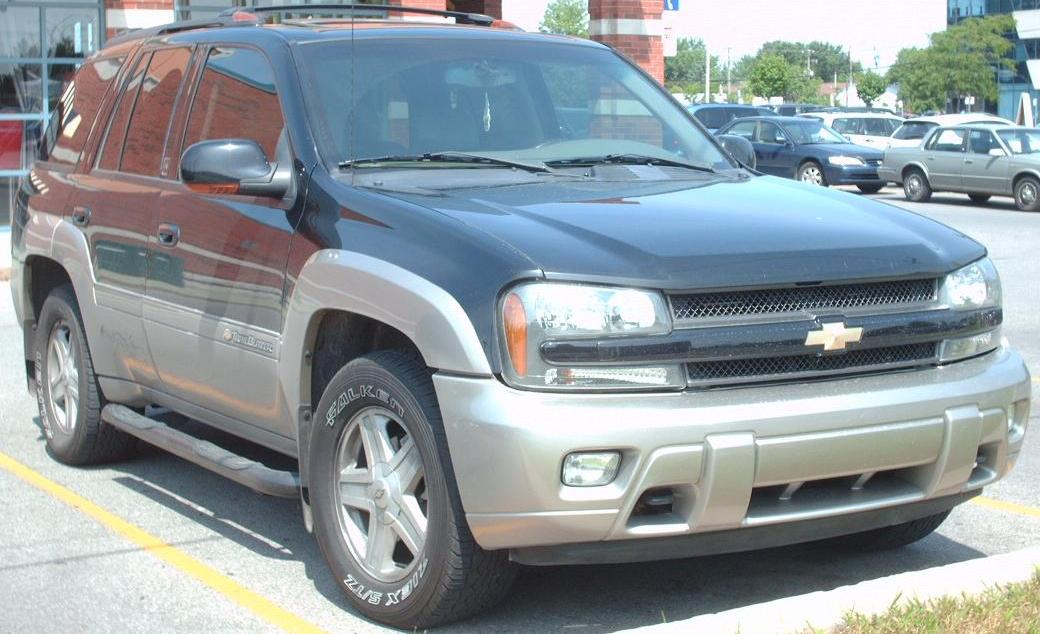
TrailBlazer
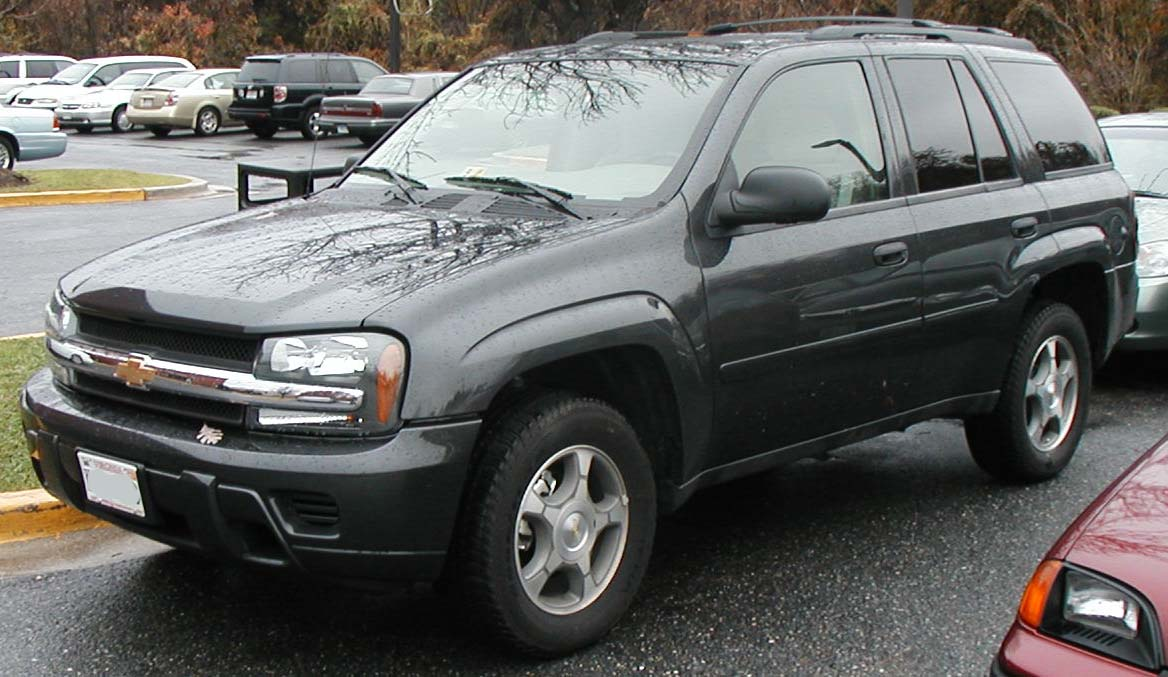
TrailBlazer
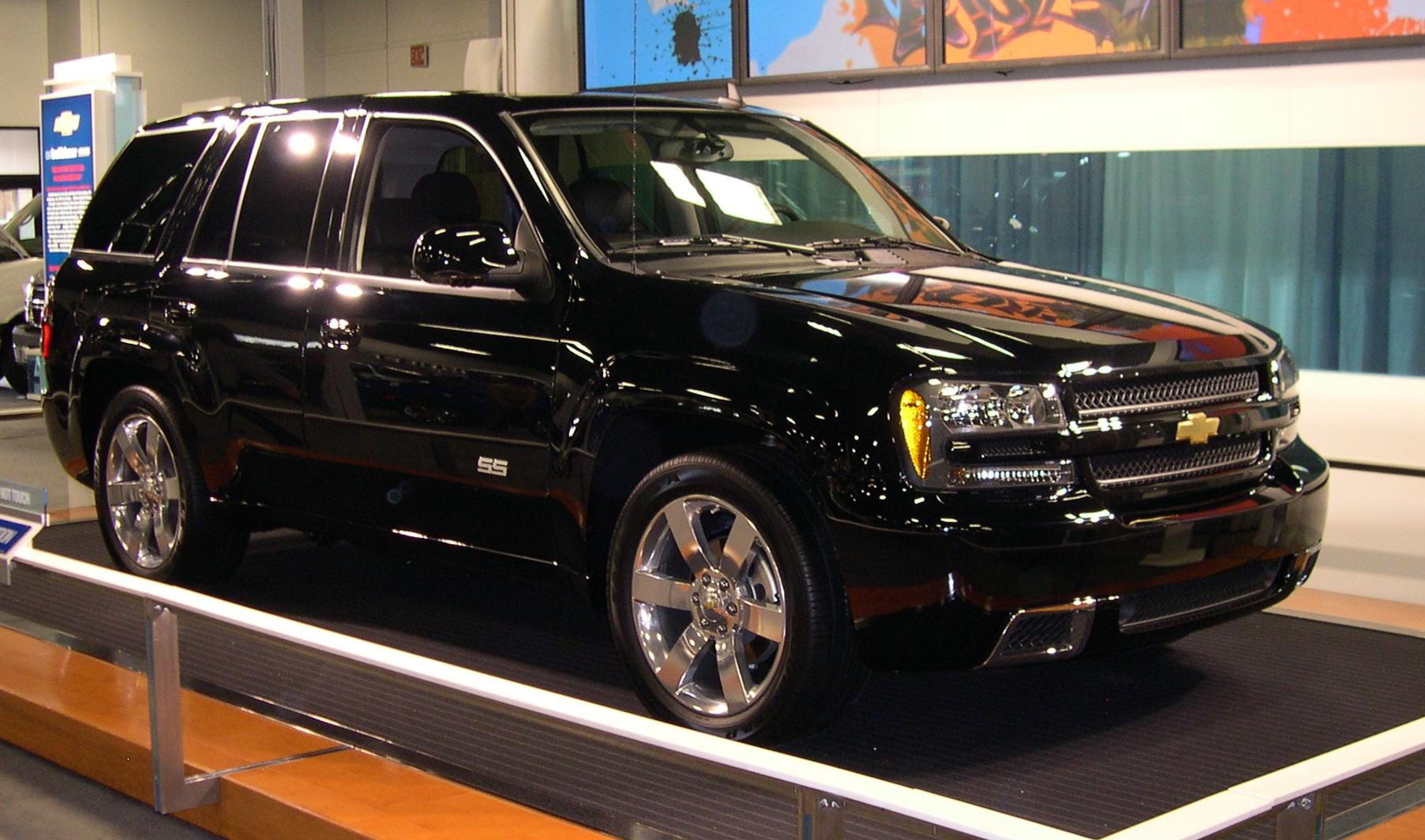
TrailBlazer SS
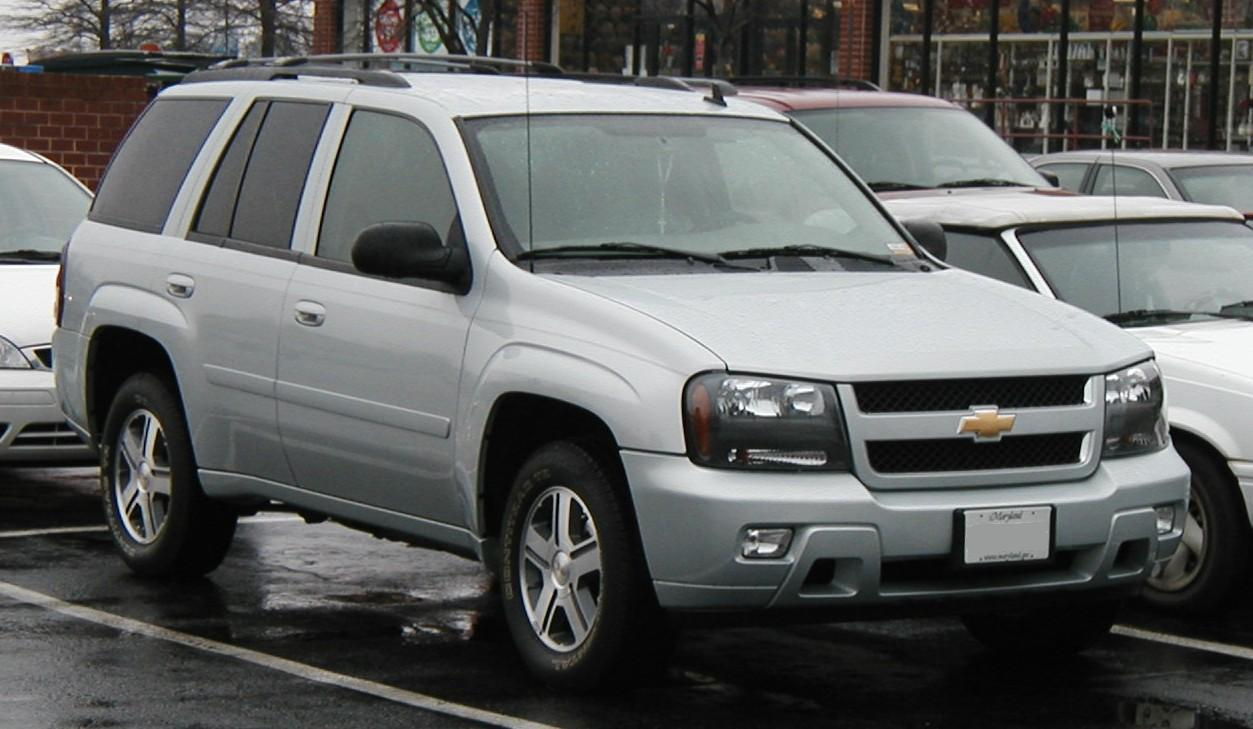
TrailBlazer Phase II
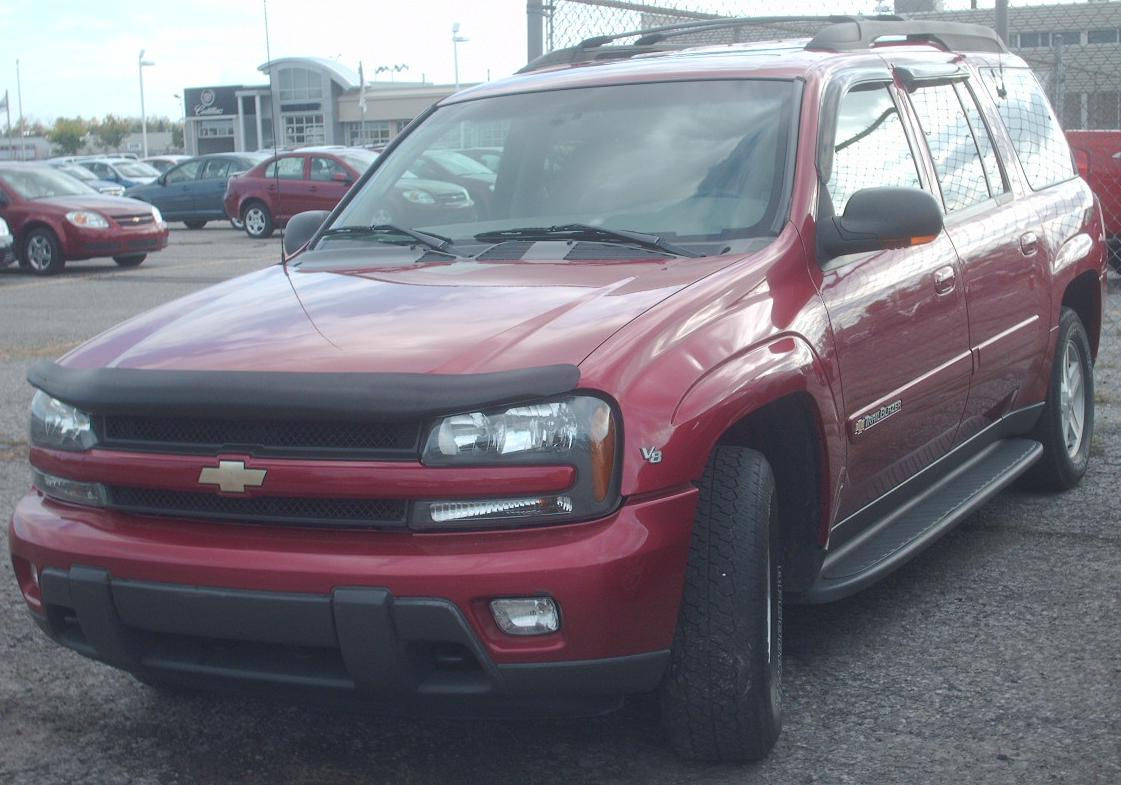
TrailBlazer EXT
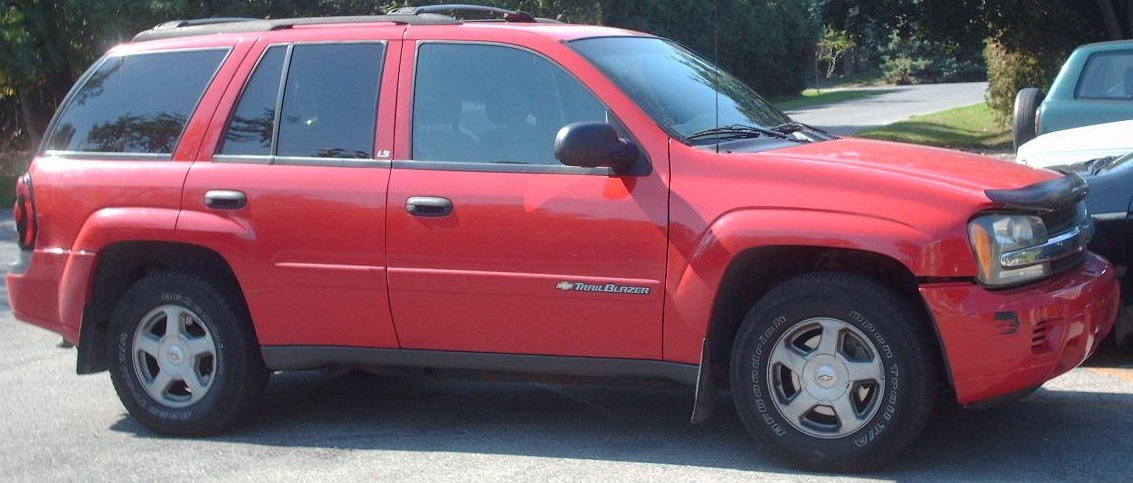
TrailBlazer
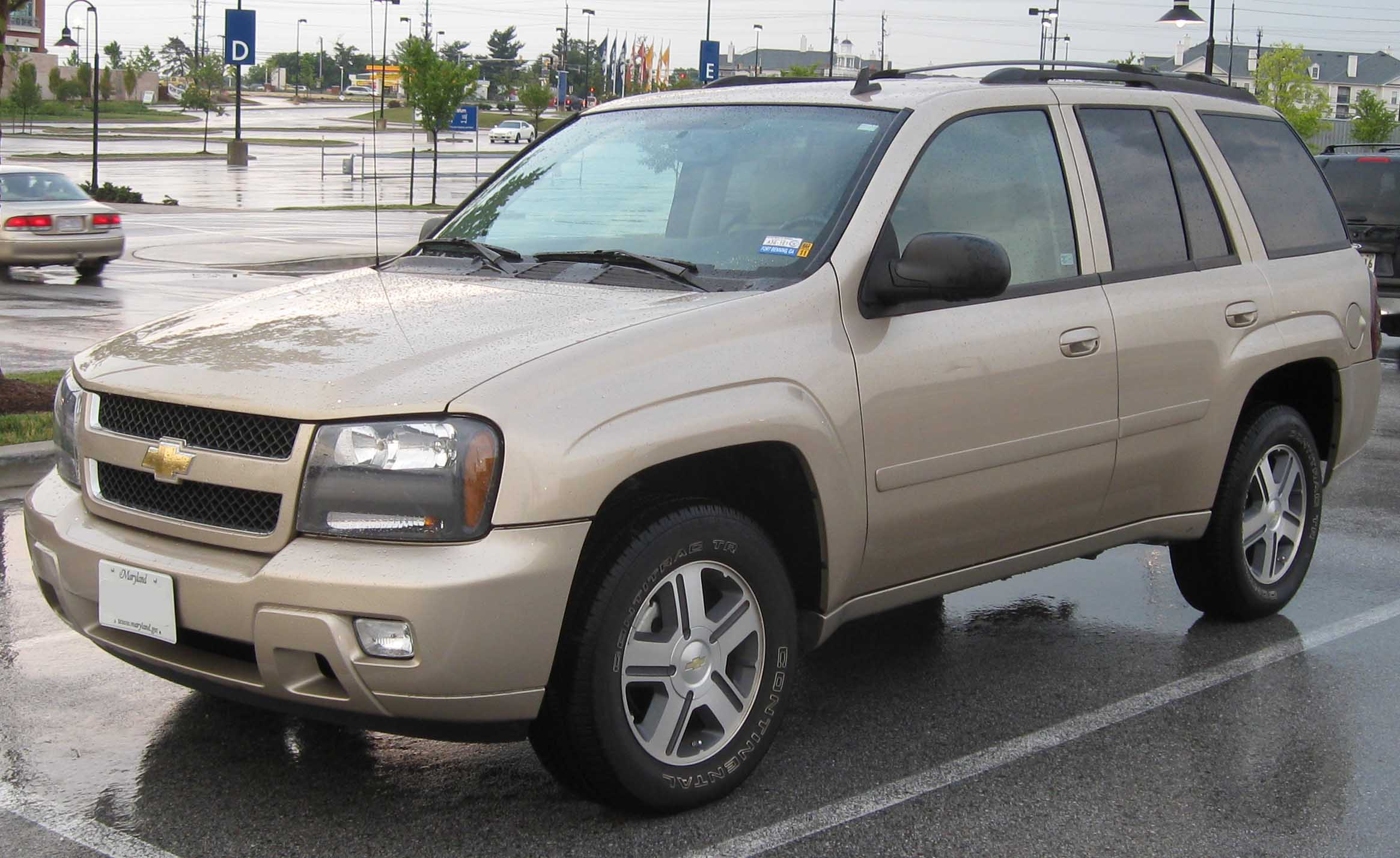
TrailBlazer Phase II
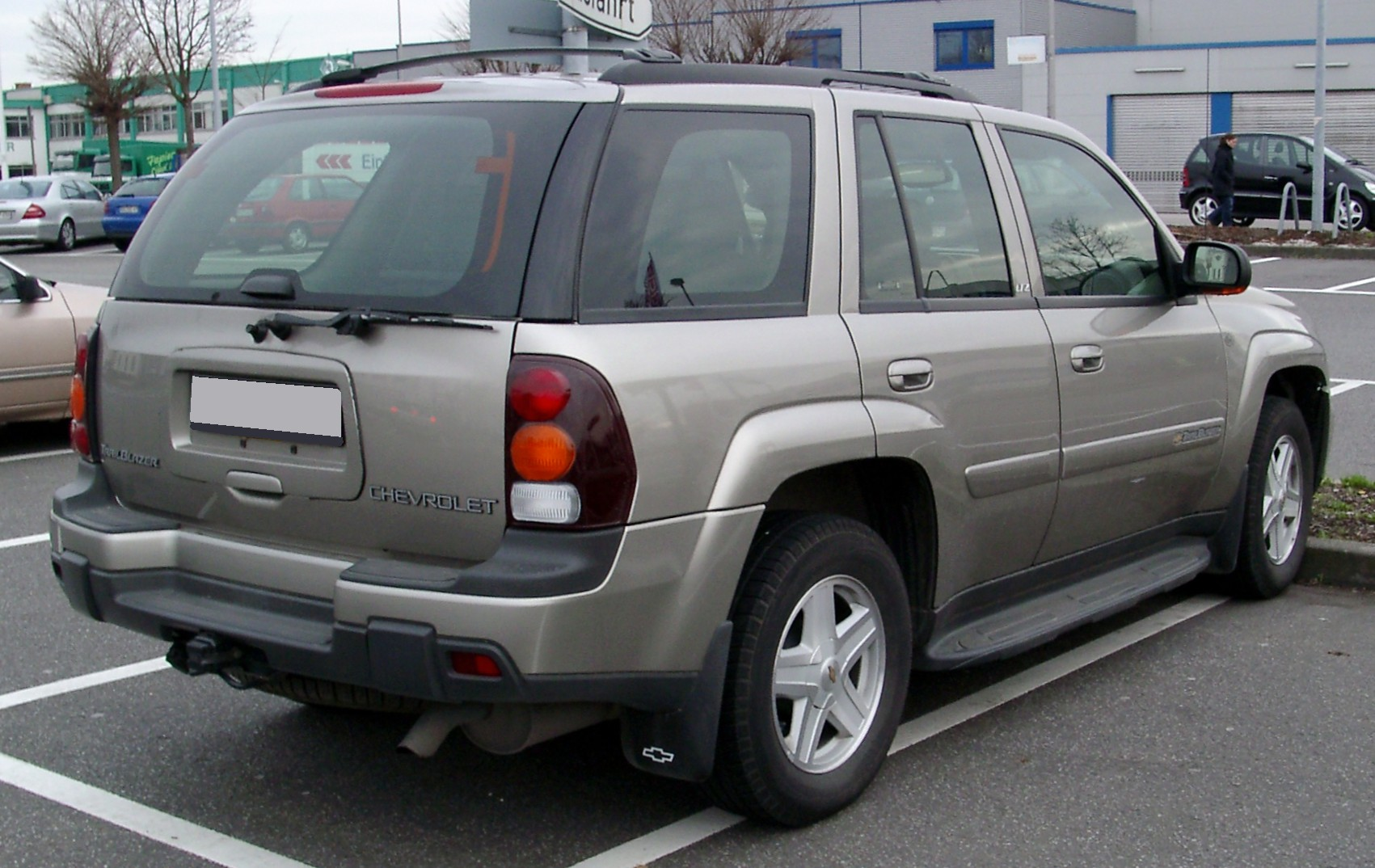
TrailBlazer